# Liste der Museen in Mülheim an der Ruhr
Die Liste der Museen in Mülheim an der Ruhr beschreibt die Museen in Mülheim an der Ruhr, die unter anderem Kunst, Handwerk und Naturkunde zum Gegenstand haben.

## Liste
| Museum                                                                                                 | Lage                                                                                        | Öffnungszeiten | Beschreibung | Bild                                                                           |
| --- | ------------------------------------------------------------------------------------------- | --- | --- | ------------------------------------------------------------------------------ |
| Kunstmuseum Mülheim an der Ruhr                                                                        | Stadtmitte Synagogenplatz Karte                                                             | Mittwochs von 14 bis 18 Uhr Eintritt frei - ansonsten Di-SO 11 bis 18 Uhr kostenpflichtig / Gruppenbeschränkung auf 20 Personen!                              | Das städtische Kunstmuseum Mülheim an der Ruhr wurde im Jahr 1909 auf Initiative des Mülheimer Mäzens, Heimatforschers und Kunstsammlers Robert Rheinen (1844–1920) gegründet. Gezeigt werden bedeutende Kunstwerke der Klassischen Moderne und der internationalen zeitgenössischen Kunst in wechselnden Einzel-, Gruppen- und Themenausstellungen. Glanzstücke der Sammlung sind Gemälde der Künstler Max Beckmann, Oskar Kokoschka, Karl Hofer, Hans Purrmann, Heinrich Campendonk, Erich Heckel, Alexej von Jawlensky, Otto Mueller, Karl Schmidt-Rottluff, Franz Marc, August Macke, Emil Nolde, Lyonel Feininger, Wassily Kandinsky, Paul Klee, Oskar Schlemmer und Max Ernst. Regelmäßige Ausstellungen mit dem Grafikbestand Ernst Barlach, Marc Chagall und vor allem Pablo Picasso (Suite Vollard). 1981 kam eine bedeutende Sammlung von Expressionisten und der Klassischen Moderne des Nobelpreisträgers Karl Ziegler dazu; außerdem die Schenkung des Mülheimer Arztes Karl G. Themel, die eine Heinrich-Zille-Sammlung umfasst. Das Museum gehört durch diese beiden Sammlungen, ferner durch die Qualität der Ankaufspolitik der Stadt und des Landes Nordrhein-Westfalen ab etwa 1945 – die „Städtische Sammlung“ hat seitdem Weltniveau – zu den einundzwanzig RuhrKunstMuseen. Ab Oktober 2023 leitet die Kunsthistorikerin Stefanie Kreuzer das Museum. Seit Mitte 2018 ist das Museum wegen Umbauarbeiten geschlossen. |                                                                                |
| Galerie an der Ruhr – das MMKM - Museum Moderne Kunst Mülheim und das ZIMM – Zinnfigurenmuseum Mülheim | Stadtmitte Ruhrstraße 3 / Ecke Delle, direkt am Mülheimer Innenstadtpark „Ruhranlage“ Karte | Besuch nach Vereinbarung. Telefonnummer: 0208 46 94 95 67 Wunschtermine online buchbar / Eintritt und Führungen stets frei / keine Beschränkungen für Gruppen | In der Kunststadt Mülheim an der Ruhr gibt es seit 2012 am Ruhrufer in der Villa Artis, einst auch Stammhaus der Tengelmann-Gründerfamilie Schmitz-Scholl, das MMKM - Museum Moderne Kunst Mülheim an der Ruhrstraße 3, das auf privater Basis geführt wird. Auf über 1.200 Quadratmetern sind in dem Gebäudekomplex der Villa Artis, auch genannt Villa Schmitz-Scholl an der Ruhrstraße / Ecke Delle die Galerie an der Ruhr / RUHR GALLERY - RUHRKUNSTHALLE und ein Ateliertrakt untergebracht. Außerdem sind dort die Geschäftsstellen „Mülheimer Kunstverein und Kunstförderverein Rhein-Ruhr (KKRR)“ und ArtHub Rhein-Ruhr (AHRR) beheimatet. Der „Mülheimer Künstlerbund (MKB)“ hat 2015 im Seitenflügel des Museums seine Geschäftsstelle eingerichtet. Die Kunstsammlung und das Depot des Kunstmuseums sind auch individuell virtuell zugänglich – erforderlich ist lediglich ein Internetzugang und ein entsprechendes Endgerät, z. B. Smartphone, Tabletcomputer oder Personal Computer. Seit 2012 befindet sich im KULTURPALAIS MÜLHEIM das ZIMM-ZINNFIGURENMUSEUM-MÜLHEIM mit einer umfangreichen Sammlung von Skulpturen und Dioramen. | MMKM - privates Museum in Mülheim an der Ruhrstraße 3 – Stadtmitte             |
| Aquarius-Wassermuseum                                                                                  | Styrum Burgstraße 70, am Schloss Styrum Karte                                               | Dienstag – Sonntag 10:00 – 18:00 Uhr Letzter Einlass bis 17:00 Uhr - kostenpflichtig!                                                                         | Auf 14 Ebenen und 30 Stationen im ehemaligen Wasserturm wird ein multimediales Erlebnis über Ursprung, Kreislauf und Erscheinungsformen von Wasser geboten. Weitere Themen sind eine virtuelle Ruhrtalreise, Talsperren, Wasseraufbereitungstechniken der E.ON - Konzerntochtergesellschaft RWW oder wie viel Wasser für verschiedene Produkte verbraucht wird. Die Ausstellung richtet sich mehr an jüngere Besucher und Familien. Viele der Informationen aus den Videos sind noch aus der Gründung des Museums und mittlerweile veraltet. |                                                                                |
| Haus Ruhrnatur                                                                                         | Stadtmitte Alte Schleuse 3 Karte                                                            | Dienstag – Sonntag 10:00 – 18:00 Uhr Letzter Einlass bis 17:00 Uhr - kostenpflichtig! Museumscafé Mittwoch – Sonntag 11:00 – 18:00 Uhr                        | Das Haus Ruhrnatur ist ein Erlebnismuseum der E.ON - Konzerntochtergesellschaft RWW. Neben den tierischen Bewohnern an und in der Ruhr werden auch die Themen Klima, regenerative Energien und Bionik gezeigt. An verschiedenen Stationen kann man beobachten, experimentieren und Erfahrungen rund um das Ökosystem Wasser machen. |                                                                                |
| Leder- und Gerbermuseum                                                                                | Broich / Saarn Düsseldorfer Straße 269 Karte                                                | Mittwoch + Donnerstag 9:00 – 13:00 Uhr Freitag bis Sonntag 14:00 – 18:00 Uhr                                                                                  | Das Leder- und Gerbermuseum - angemietet in einem kleinen Bereich der ehemaligen Mülheimer Lederfabrik Abel - zeigt die Entwicklung der Lederherstellung und die Geschichte des Mülheimer Gerberviertels. Das private Museum wird vom Förder- und Trägerverein Ledermuseum Mülheim an der Ruhr e. V. getragen. Die Räumlichkeiten können für private Feiern (z. B. Kindergeburtstage) gebucht werden. |                                                                                |
| Historisches Museum Schloss Broich                                                                     | Broich Schloss Broich Hochschloss und Innenteil der historischen Burganlage Karte           | Sonntags 11:00 – 17:00 Uhr Eintritt stets frei - keine Beschränkungen für Gruppen außer bei Veranstaltungen im Schlosshof                                     | Museum über die Geschichte und der Herrschaft von Schloss Broich. | Historisches Museum Schloss Broich (2015) · Broich Castle Ruhrtalstadt Mülheim |
| Museum zur Vorgeschichte des Films                                                                     | Broich Am Schloß Broich 42 Karte                                                            | Mittwoch - Sonntag (im Winter nicht geöffnet - siehe Webseite) 10.00 – 17.00 Uhr - kostenpflichtig!                                                           | Das Museum zur Vorgeschichte des Films befindet sich in einem ehemaligen Wasserturm im Müga-Park. Es wird oft einfach nur Camera Obscura genannt – nach der in der Kuppel eingebauten größten begehbaren Camera Obscura der Welt. Die Ausstellungsstücke des Museums erzählen von den Anfängen des Bewegtbildes wie Schattenspiel, Kaleidoskope und Zwirbelscheibe bis zum Beginn der modernen Foto- und Filmtechnik (ca. 1930). |                                                                                |
| Gründer- und Unternehmermuseum - kurz GUM                                                              | Eppinghofen Wiesenstraße 35 Karte                                                           | Montag - Donnerstag 9:00 – 17:00 Uhr Eintritt stets frei - keine Beschränkungen für Gruppen Freitag 9:00 – 15:00 Uhr                                          | 2008 eröffnetes Museum im „Haus Der Wirtschaft“, das bedeutende Mülheimer Unternehmer (z. B. Mathias Stinnes, Thyssen, Schmitz-Scholl, Carl Nedelmann) porträtiert. |                                                                                |
| Kloster Saarn                                                                                          | Saarn Klosterstraße 53 Karte                                                                | Samstag 15:00 – 18:00 Uhr Sonntags 12:00 – 16:00 Uhr | Museum über das Klosterleben der Zisterzienserinnen im Kloster Saarn. |                                                                                |
| Museum für Fotokopie                                                                                   | Stadtmitte Friedrich-Ebert-Straße 48 Karte                                                  | Donnerstag 16:00 – 19:00 und nach Vereinbarung - Eintritt frei (ggf. Spende willkommen)                                                                       | Das Museum für Fotokopie - kurz M.F.F. mit einer Sammlung zu Copy Art und zur Technikgeschichte der Fotokopie befindet sich im privaten Kulturzentrum Makroscope. Es wurde 1985 eröffnet. |                                                                                |